# IDERE LATAM
El Índice de Desarrollo Regional (IDERE) es una herramienta que mide el desarrollo a nivel territorial desde una perspectiva multidimensional, a través de una medida geométrica de índices normalizados entre 0 y 1 (donde 0 expresa el desarrollo mínimo y 1 el máximo). Gracias a ello, permite analizar trayectorias y asimetrías de ocho dimensiones consideradas críticas en el desarrollo de las personas (Educación, Salud, Bienestar y Cohesión, Actividad Económica, Instituciones, Seguridad, Medio Ambiente, Género), agrupadas según las regiones donde habitan. IDERE analiza las entidades territoriales intermedias de Argentina, Brasil, Colombia, Chile, El Salvador, México, Paraguay y Uruguay. Ha sido calculado por la "Red Iberoamericana de Estudios del Desarrollo" (RIED) para 182 entidades territoriales de estudio.
Entre más oscuro el indicador, más alto es el nivel
| 0,700–1,000 (muy alto) 0,600–0,699 (alto) 0,500–0,599 (medio alto) 0,400–0,499 (medio) | 0,300–0,399 (medio bajo) 0,000–0,299 (bajo) Sin datos |

| #                      | Entidad territorial            | País             | IDERE            | Nivel            | Dimensiones      | Dimensiones      | Dimensiones      | Dimensiones      | Dimensiones      | Dimensiones      | Dimensiones      | Dimensiones      |
| #                      | Entidad territorial            | País             | IDERE            | Nivel            | ED               | SA               | BC               | AE               | IN               | GE               | SE               | MA               |
| IDERE LATAM Alto       | IDERE LATAM Alto               | IDERE LATAM Alto | IDERE LATAM Alto | IDERE LATAM Alto | IDERE LATAM Alto | IDERE LATAM Alto | IDERE LATAM Alto | IDERE LATAM Alto | IDERE LATAM Alto | IDERE LATAM Alto | IDERE LATAM Alto | IDERE LATAM Alto |
| ---------------------- | ------------------------------ | ---------------- | ---------------- | ---------------- | ---------------- | ---------------- | ---------------- | ---------------- | ---------------- | ---------------- | ---------------- | ---------------- |
| 1°                     | Montevideo                     | Uruguay          | 0,6872           | Alto             | 0,7939           | 0,7330           | 0,7678           | 0,6231           | 0,7172           | 0,5992           | 0,6360           | 0,5880           |
| 2°                     | Metropolitana de Santiago      | Chile            | 0,6504           | Alto             | 0,8025           | 0,8177           | 0,5965           | 0,6791           | 0,5328           | 0,5477           | 0,8132           | 0,4694           |
| 3°                     | Maldonado                      | Uruguay          | 0,6421           | Alto             | 0,6467           | 0,6098           | 0,7318           | 0,4440           | 0,7254           | 0,5477           | 0,6991           | 0,8047           |
| 4°                     | Ciudad de Buenos Aires         | Argentina        | 0,6339           | Alto             | 0,9496           | 0,7447           | 0,7820           | 0,8650           | 0,4721           | 0,6113           | 0,6619           | 0,2079           |
| 5°                     | Antofagasta                    | Chile            | 0,6258           | Alto             | 0,8077           | 0,8325           | 0,7007           | 0,6225           | 0,4701           | 0,4455           | 0,8091           | 0,4094           |
| 6°                     | Valparaíso                     | Chile            | 0,6250           | Alto             | 0,7872           | 0,8034           | 0,5416           | 0,5662           | 0,5409           | 0,4340           | 0,8435           | 0,5834           |
| 7°                     | Magallanes y Antártica Chilena | Chile            | 0,6234           | Alto             | 0,7867           | 0,7665           | 0,6799           | 0,4467           | 0,4463           | 0,5216           | 0,8556           | 0,6616           |
| 8°                     | Canelones                      | Uruguay          | 0,6229           | Alto             | 0,6603           | 0,6768           | 0,7136           | 0,3742           | 0,6968           | 0,5657           | 0,7811           | 0,6477           |
| 9°                     | Río Negro                      | Uruguay          | 0,6081           | Alto             | 0,6242           | 0,6509           | 0,6908           | 0,4018           | 0,6245           | 0,5381           | 0,8014           | 0,6581           |
| 10°                    | Atacama                        | Chile            | 0,6075           | Alto             | 0,7450           | 0,8363           | 0,5929           | 0,4767           | 0,4942           | 0,4134           | 0,8738           | 0,5785           |
| 11°                    | Colonia                        | Uruguay          | 0,6057           | Alto             | 0,6182           | 0,6464           | 0,7436           | 0,4370           | 0,6935           | 0,5201           | 0,8404           | 0,442            |
| 12°                    | Los Lagos                      | Chile            | 0,6017           | Alto             | 0,6931           | 0,7483           | 0,4823           | 0,5393           | 0,5060           | 0,4166           | 0,8536           | 0,7504           |
| 13°                    | Florida                        | Uruguay          | 0,6008           | Alto             | 0,7450           | 0,8363           | 0,5929           | 0,4767           | 0,4942           | 0,4134           | 0,8738           | 0,5785           |
| IDERE LATAM Medio Alto |                                |                  |                  |                  |                  |                  |                  |                  |                  |                  |                  |                  |
| 14°                    | Tarapacá                       | Chile            | 0,5972           | Medio Alto       | 0,7479           | 0,8500           | 0,6212           | 0,4591           | 0,4441           | 0,4953           | 0,8435           | 0,4703           |
| 16°                    | São Paulo                      | Brasil           | 0,5914           | Medio Alto       | 0,6375           | 0,8436           | 0,5780           | 0,5412           | 0,4726           | 0,5640           | 0,5771           | 0,5571           |
| 37°                    | Bogotá, D. C.                  | Colombia         | 0,5545           | Medio Alto       | 0,6874           | 0,8452           | 0,4721           | 0,5551           | 0,3727           | 0,6002           | 0,4032           | 0,6308           |
| 46°                    | Distrito Capital               | Paraguay         | 0,5488           | Medio Alto       | 0,7983           | 0,7223           | 0,4232           | 0,5190           | 0,3286           | 0,4970           | 0,6850           | 0,6241           |
| 67°                    | Ciudad de México               | México           | 0,5232           | Medio Alto       | 0,7516           | 0,8181           | 0,4615           | 0,6350           | 0,2381           | 0,5576           | 0,3756           | 0,6022           |
| IDERE LATAM Medio      |                                |                  |                  |                  |                  |                  |                  |                  |                  |                  |                  |                  |
| 71°                    | La Pampa                       | Argentina        | 0,4900           | Medio            | 0,7629           | 0,7596           | 0,5903           | 0,4248           | 0,3573           | 0,4331           | 0,6273           | 0,1846           |
| 84°                    | San Salvador                   | El Salvador      | 0,4584           | Medio            | 0,5647           | 0,7853           | 0,3232           | 0,4907           | 0,3633           | 0,5689           | 0,2658           | 0,4601           |
| IDERE LATAM Medio Bajo |                                |                  |                  |                  |                  |                  |                  |                  |                  |                  |                  |                  |
| 129°                   | Amapá                          | Brasil           | 0,3986           | Medio Bajo       | 0,5512           | 0,7380           | 0,2359           | 0,2114           | 0,3609           | 0,4746           | 0,2640           | 0,7898           |
| IDERE LATAM Bajo       |                                |                  |                  |                  |                  |                  |                  |                  |                  |                  |                  |                  |
| 176°                   | Putumayo                       | Colombia         | 0,2990           | Bajo             | 0,3800           | 0,7044           | 0,1181           | 0,1458           | 0,3214           | 0,3481           | 0,1856           | 0,8090           |
| 180°                   | Guaviare                       | Colombia         | 0,2532           | Bajo             | 0,3134           | 0,6570           | 0,0382           | 0,1500           | 0,3308           | 0,3481           | 0,1856           | 0,9918           |
| 181°                   | Arauca                         | Colombia         | 0,2455           | Bajo             | 0,3906           | 0,5712           | 0,1013           | 0,0520           | 0,3184           | 0,3481           | 0,1856           | 0,7730           |
| 182°                   | Vichada                        | Colombia         | 0,2222           | Bajo             | 0,3323           | 0,6546           | 0,0881           | 0,0294           | 0,2931           | 0,3481           | 0,2356           | 0,7049           |